# Cobblestone Jazz
Cobblestone Jazz est un quatuor de musique électronique composé de Mathew Jonson, Danuel Tate, Tyger Dhula et Colin de la Plante. En 2007, le groupe est distingué par le site spécialisé Resident Advisor qui le place 2e de son classement annuel des meilleurs concerts de musique électronique.

## Discographie

### Albums
| Année | Album                        | Label            | Critique                    |
| ----- | ---------------------------- | ---------------- | --------------------------- |
| 2007  | 23 Seconds                   | !K7              | AllMusic · Resident Advisor |
| 2010  | The Modern Deep Left Quartet | Wagon Repair !K7 | Resident Advisor            |

### Maxis
| Année | Album                         | Label                   | Critique         |
| ----- | ----------------------------- | ----------------------- | ---------------- |
| 2002  | 5th element EP                | Itiswhatitis Recordings |                  |
| 2005  | The live EP                   | Itiswhatitis Recordings |                  |
| 2006  | The creator EP                | Itiswhatitis Recordings | Resident Advisor |
| 2006  | Dump truck                    | Wagon Repair            |                  |
| 2006  | India in me                   | Wagon Repair            | Resident Advisor |
| 2007  | Dmt                           | Wagon Repair            |                  |
| 2007  | Put the lime in da coconut    | Wagon Repair            | Resident Advisor |
| 2009  | Traffic jam EP                | Wagon Repair            | Resident Advisor |
| 2010  | Chance EP                     | Wagon Repair            |                  |
| 2011  | Lunar lander                  | Wagon Repair            |                  |
| 2011  | Memories (from where you are) | Wagon Repair            | Resident Advisor |